# Mexikanische Badmintonmeisterschaft 1983
Die Mexikanische Badmintonmeisterschaft 1983 fand in Mexiko-Stadt statt. Es war die 37. Auflage der nationalen Titelkämpfe von Mexiko im Badminton. Vizemeister im Herreneinzel wurde Fernando de la Torre.

## Sieger
| Disziplin    | Sieger                                   |
| ------------ | ---------------------------------------- |
| Herreneinzel | Roy Díaz González                        |
| Dameneinzel  | María de la Paz Luna Félix               |
| Herrendoppel | Fernando de la Torre Ernesto de la Torre |
| Damendoppel  | keine Daten                              |
| Mixed        | keine Daten                              |